# Cromosoma homòleg
Un cromosoma homòleg és cadascun del parell de cromosomes que té un organisme eucariota diploide, i que aparella entre si durant la meiosi. Solen tenir la mateixa disposició de seqüència d'ADN d'un extrem a un altre i, per això, de gens, la qual cosa no significa que portin la mateixa informació genètica.
En la formació de gàmetes durant la meiosi cada exemplar s'uneix mitjançant el centròmer formant la parella de cromosomes homòlegs.
A la primera divisió meiòtica, els cromosomes homòlegs intercanvien fragments d'ADN, és a dir intercanvien gens. Aquest mecanisme s'anomena recombinació genètica.
Cal tenir en compte que la primera divisió meiòtica (reduccional), està constituïda per la profase I, la metafase I, l'anafase I i la telofase I.
Dins de la profase I se situen cinc processos més, el leptotè, zigotè, paquitè, diplotè i diacinesi. És dins del zigotè on es produeix la unió entre els cromosomes homòlegs (procés anomenat sinapsi) gràcies al complex sinaptonèmic. En la següent fase, el paquitè, gràcies a la unió dels cromosomes homòlegs es formarà un bivalent on hi haurà punts d'unió (quiasma) on passarà la recombinació genètica. Es caracteritzen pel fet que tenen informació per als mateixos caràcters. Aquesta informació pot ser igual o diferent, ja que un cromosoma procedeix del pare i l'altre de la mare, aquests factors s'anomenen factors antagònics. Poden contenir diferent informació sobre un mateix caràcter. Exemple: els dos contenen informació sobre el color dels ulls però el fenotip d'un és el color blau i el de l'altre és marró.